# Minerva (mitológia)

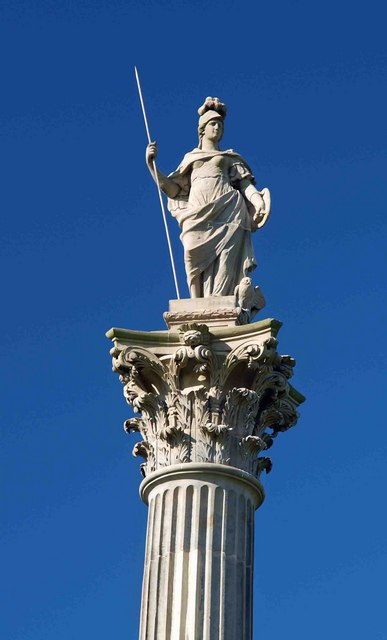
Minerva a bölcsesség és az államvezetés művészetének istennője

Minerva az ó-itáliai népeknél (szabinok, etruszkok és latinok) egy istenség neve volt, a kézművesség és az ipar védője. Különösen nagy tiszteletben a Római Birodalomban részesült, ahol Jupiterrel (lányaként) és Junóval a Capitoliumi istentriász tagja.

## Története
Az ókori római hitvilág egyik istennője, aki nem közönséges módon született, hanem az apja fejéből pattant ki mennydörgés közepette, teljes fegyverzetben. Harcias és szűz istennő volt. Védte a városokat, a mestereket, a művészeteket, a hajózást, az igazság és az igaz ügyért harcolók védnöke volt. Jupiterrel és Junóval a római állam oltalmazói. Temploma a Capitoliumon állt. Személye nem egyezik meg Pallasz Athénével, mivel a bölcsesség, az igazságos háború, a jog, az igazságosság, a művészetek, a kézművesség és a képzés istennője a görög mitológiában.
Minerva okos, jó stratégiai érzéke van, konfliktus helyzetben is az eszére és nem a szívére hallgat, jó gyakorlati érzéke van, s képes előre tervezni. Mivel apja lánya, nagyon vonzódik a tekintélyes hatalommal bíró férfiakhoz, s egyszer elkötelezte magát valaki mellett, akkor a férfi leghevesebb védelmezőjévé és segítőjévé válik. Minerva volt a főisten legkedvesebb gyermeke, szent állata a bagoly volt, bagoly képében ábrázolták.
Ünnepét (quinquatrus, március 19., később március 19-23.) leginkább a céhek és iparosegyesületek ülték meg. Hagyományosan ekkor tisztították meg a télen berozsdásodott fegyvereket, 19-én szedték be a „tandijat” tanítók, Minerva szerény fizetésű földi szolgái. Erre az ötnapos ünnepére esett tubilustrium, azaz a trombitaszentelés ünnepe. Ezen a Salius-papok is részt vettek, így Mars ünnepe is volt. Egy később megállapított napon (a kis quinquatrus, június 13.) a fuvolások céhe ünnepelte Minervát.
Később – a köztársaság korában – Athéné kultusza egybeforrott a római Minerva tiszteletével s különösen Augustus császár óta úgy is tisztelték, mint a bölcsesség istenasszonyát, aki a háború és a gyógyítás istennője is.

## Kultusza

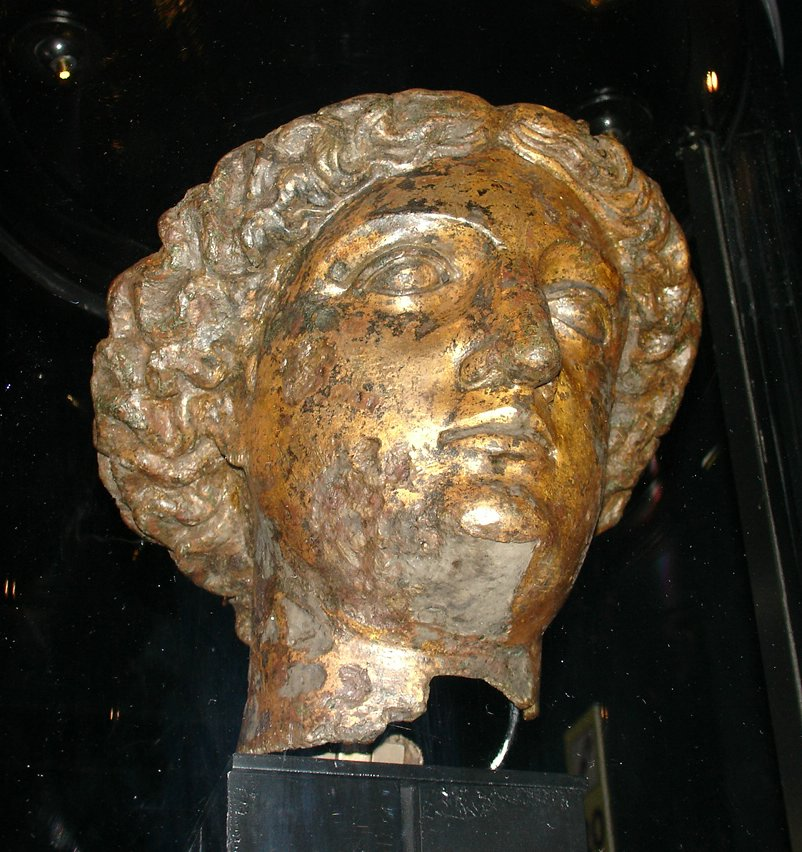
Minerva szobor részlete

- Legfőbb temploma Rómában a Capitolium hegyén állt, az ókori Rómában. Minerva Iuno Quiritis istennővel Falerii eleste után, Kr. e. 241-ben evocatio szertartás keretében vált római istenné. Az evocatio az ostromlott város istenségének átcsábítása a saját oldalukra oly módon, hogy az istenségnek gazdagabb kultuszt helyeztek kilátásba, mint amilyenben korábban részesült. A rítust pontos előírások határozták meg, melyet Macrobius örökített meg.
- A Római Birodalomban több templomot is szenteltek neki, melyek egyikét az angliai Bath városában találták meg. Itt sajátos módon „átoktáblákat” is leltek, melyre a papok a megbízóik számára, valaki ellen átkokat véstek.
- Claudius császár (41-54) olyan bronz érmét veretett, melynek hátlapján Minerva jobb kezében lándzsáját lendíti, baljában pajzsot tart. Korában 60-70 féle hamisítvány is készült belőle.
- 2005-ben Szentendre területén bronz Minerva szobrocskát találtak.

## Lásd még
- Minerva (keresztnév)
- Ovidius

## Külső hivatkozások
- Befogadott istenségek